# 第55回ヴェネツィア国際映画祭
第55回ヴェネツィア国際映画祭は、1998年9月3日から9月13日にかけて開催された。

## 上映作品

### コンペティション部門
| 日本語題                            | 原題                          | 監督                         | 製作国         |
| ----------------------------------- | ----------------------------- | ---------------------------- | -------------- |
| いつか来た道                        | Così ridevano                 | ジャンニ・アメリオ           | イタリア       |
|                                     | Voleur de vie                 | イヴ・アンジェロ             | フランス       |
|                                     | L'albero delle pere           | フランチェスカ・アルキブージ | イタリア       |
| ブルワース                          | Bulworth                      | ウォーレン・ベイティ         | アメリカ合衆国 |
| トラフィコ                          | Tráfico                       | ジョアン・ボテリョ           | ポルトガル     |
| ラウンダーズ                        | Rounders                      | ジョン・ダール               | アメリカ合衆国 |
|                                     | I giardini dell'Eden          | アレッサンドロ・ダラトリ     | イタリア       |
| キャスティング・ディレクター        | Hurlyburly                    | アンソニー・ドレイザン       | アメリカ合衆国 |
| ニューローズ ホテル                 | New Rose Hotel                | アベル・フェラーラ           | アメリカ合衆国 |
| ヴァンドーム広場                    | Place Vendôme                 | ニコール・ガルシア           | フランス       |
| 黒猫・白猫                          | Crna macka, beli macor        | エミール・クストリッツァ     | ユーゴスラビア |
|                                     | I piccoli maestri             | ダニエレ・ルケッティ         | イタリア       |
| サイレンス                          | سکوت                          | モフセン・マフマルバフ       | イラン         |
| アナとオットー                      | Los amantes del Círculo Polar | フリオ・メデム               | スペイン       |
|                                     | Dancing at Lughnasa           | パット・オコナー             | アメリカ合衆国 |
|                                     | Terminus paradis              | ルシアン・ピンティリエ       | ルーマニア     |
| 恋の秋                              | Conte d'automne               | エリック・ロメール           | フランス       |
| ザ・クラウド/雨降るブエノスアイレス | La nube                       | フェルナンド・E・ソラナス    | アルゼンチン   |
| ほんとうのジャクリーヌ・デュ・プレ  | Hilary and Jackie             | アナンド・タッカー           | イギリス       |
| ラン・ローラ・ラン                  | Lola rennt                    | トム・ティクヴァ             | ドイツ         |

## 審査員
- エットーレ・スコラ （ イタリア/映画監督） 審査員長
- ヘクトール・バベンコ （ ブラジル/映画監督）
- シャルナス・バルタス （ リヒテンシュタイン/映画監督）
- キャサリン・ビグロー （ アメリカ合衆国/映画監督）
- ラインハルト・ハウフ （ ドイツ/映画監督）
- ダニエル・ヘイマン （ フランス/女優）
- イスマイル・マーチャント （ インド/プロデューサー）
- ルイス・セプルベダ （ チリ/作家）
- ティルダ・スウィントン （ イギリス/女優）

## 受賞結果
- 金獅子賞：『いつか来た道』（ジャンニ・アメリオ）
- 銀獅子賞：エミール・クストリッツァ （『黒猫・白猫』）
- 審査員特別大賞：『Terminus paradis』（ルシアン・ピンティリエ）
- 男優賞：ショーン・ペン （『キャスティング・ディレクター』）
- 女優賞：カトリーヌ・ドヌーヴ （『ヴァンドーム広場』）
- マルチェロ・マストロヤンニ賞：ニッコロ・センニ （『L'albero delle pere』）
- 脚本賞：エリック・ロメール （『恋の秋』）
- 撮影賞：ルカ・ビガッツィ （『いつか来た道』、『L'albero delle pere』）
- 音楽賞：ジェラルド・ガンディーニ （『ザ・クラウド/雨降るブエノスアイレス』）
- 上院議会金メダル：『サイレンス』（モフセン・マフマルバフ）
- ルイジ・デ・ラウレンティス賞：『Vivre au paradis』（ブルレム・ゲルジュ）